# Hertigdömet Lucca
Hertigdömet Lucca var ett litet italienskt hertigdöme som existerade mellan 1815 och 1847. Hertigdömet var centrerat omkring staden Lucca. Staten skapades vid Wienkongressen 1815, och införlivades i Storhertigdömet Toscana 1847 då Karl I av Lucca lämnade hertigdömet.

## Historia
Hertigdömet bildades 1815 på Wienkongressen av de tidigare staterna Republiken Lucca och Furstendömet Lucca och Piombino, som hade styrts av Elisa Bonaparte. Landet skapades för att ge Huset Bourbon-Parma kompensation för att Hertigdömet Parma hade givits bort till Marie Louise av Österrike.
År 1817 tillträde Maria Luisa av Spanien regeringen i Lucca. Hon var mor till Karl I av Lucca, han kallas även Karl II av Parma, som var efterträdare till tronen även i Hertigdömet Parma.
Efter Maria Luisas död år 1824 tog Karl I av Lucca över tronen. 1847 fick Karl trontillträde till Hertigdömet Parma och lämnade Lucca som annekterades av Storhertigdömet Toscana.
Från 1815 till 1818 hade flaggan två horisontella ränder i Gult och rött. Från den 7 november 1818 till 1847 var flaggan vit med Maria Luisas vapensköld och den gulröda flaggan i ena hörnet.

## Regenter i Hertigdömet Lucca
- Maria Luisa av Spanien 1815–1824
- Karl I av Lucca 1824–1847